# 施瓦茨巴赫 (图林根州)
施瓦茨巴赫（德語：Schwarzbach，發音：[ˈʃvaʁtsˌbax]）是德国图林根州格赖茨县的市镇，面积5.05平方千米，2023年12月31日人口为212人。